# Сухопутні війська

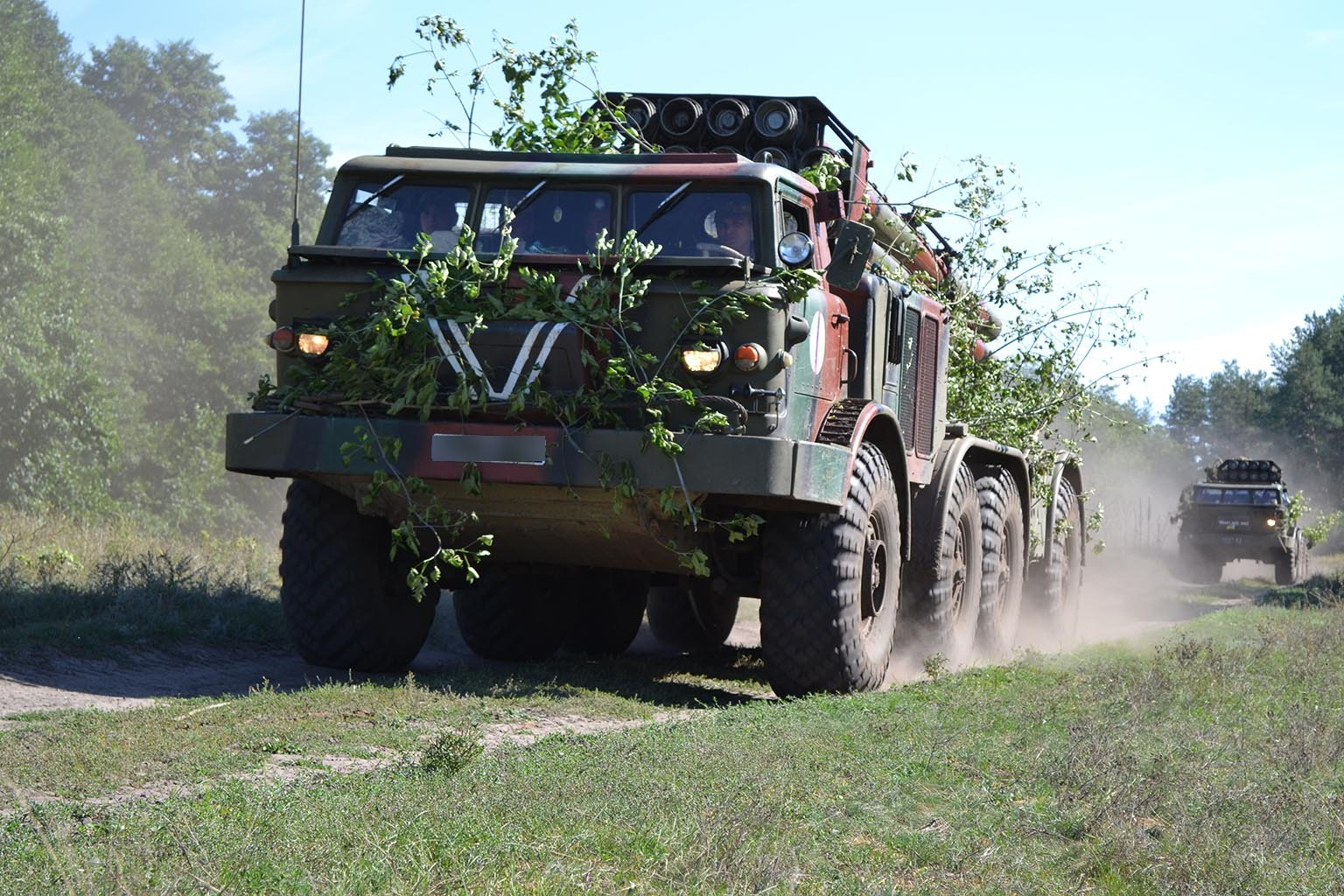
Реактивна система залпового вогню «Ураган», ЗСУ

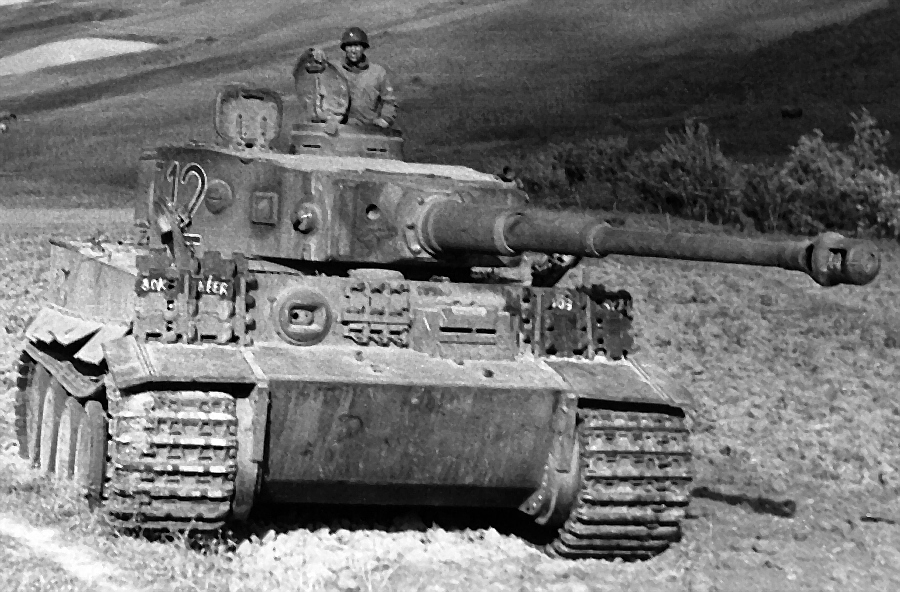
Німецькій важкий танк
«Тигр», Німеччина

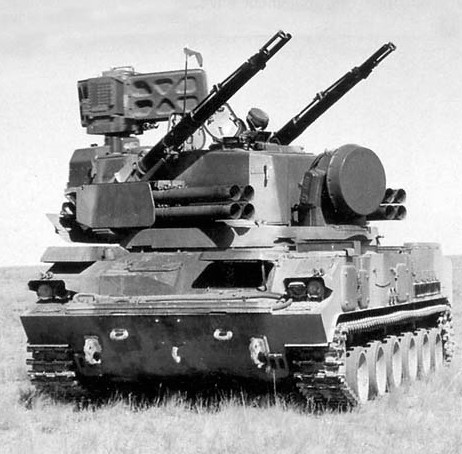
Самохідна зенітна гарматно-ракетна установка 2С6 «Тунгуска», Росія

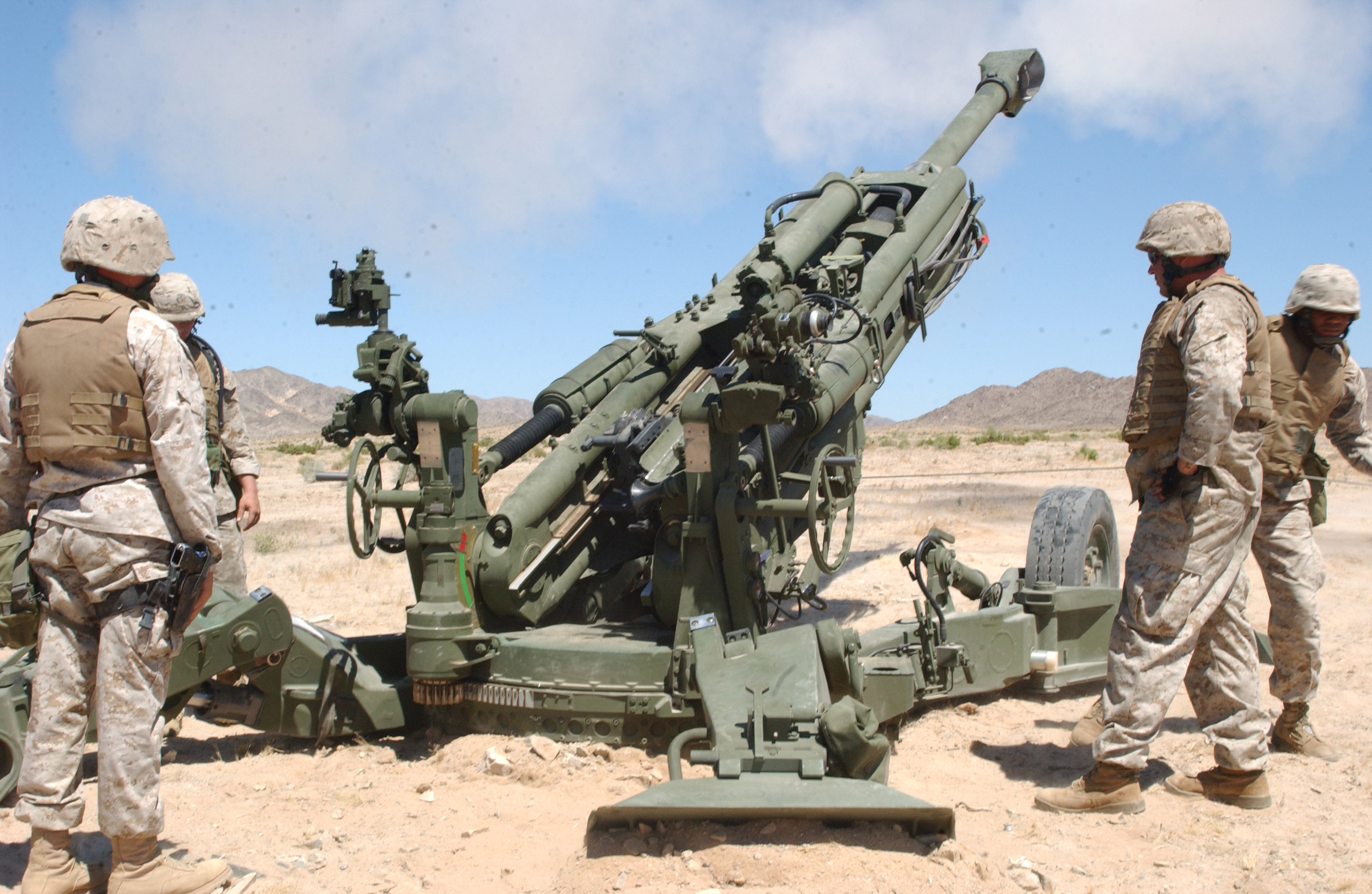
Гаубиця M777, США

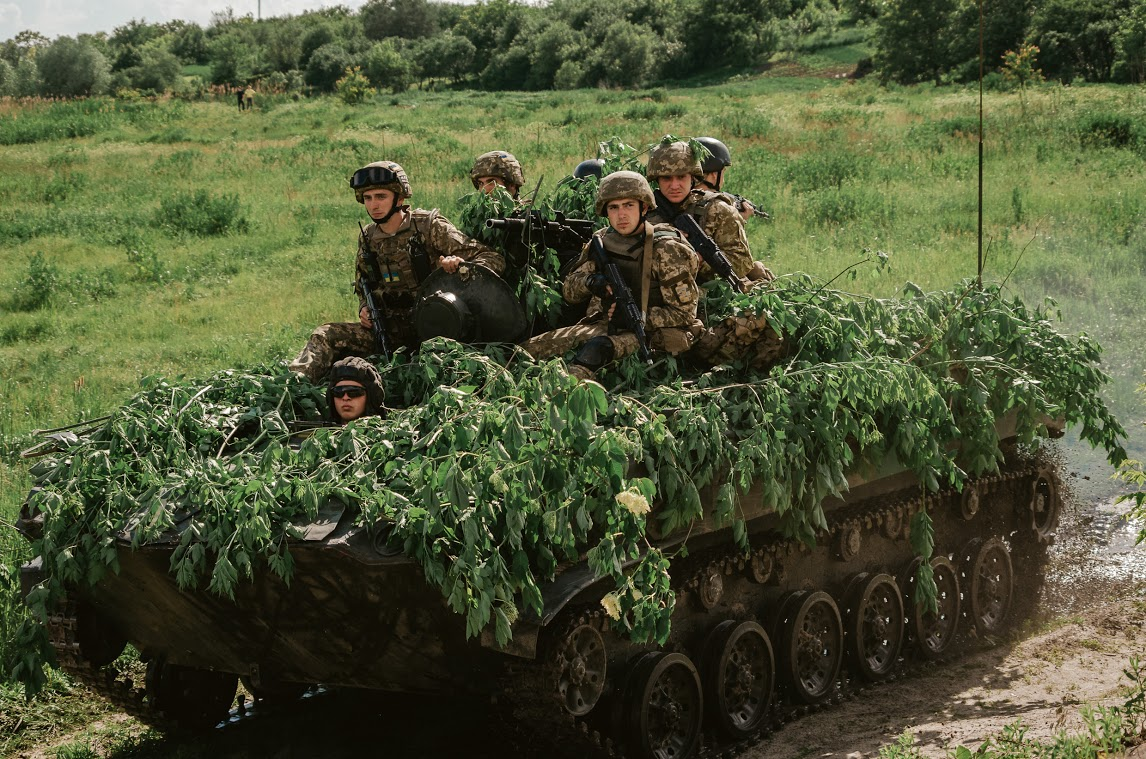
Бойова машина десанту БМД-2

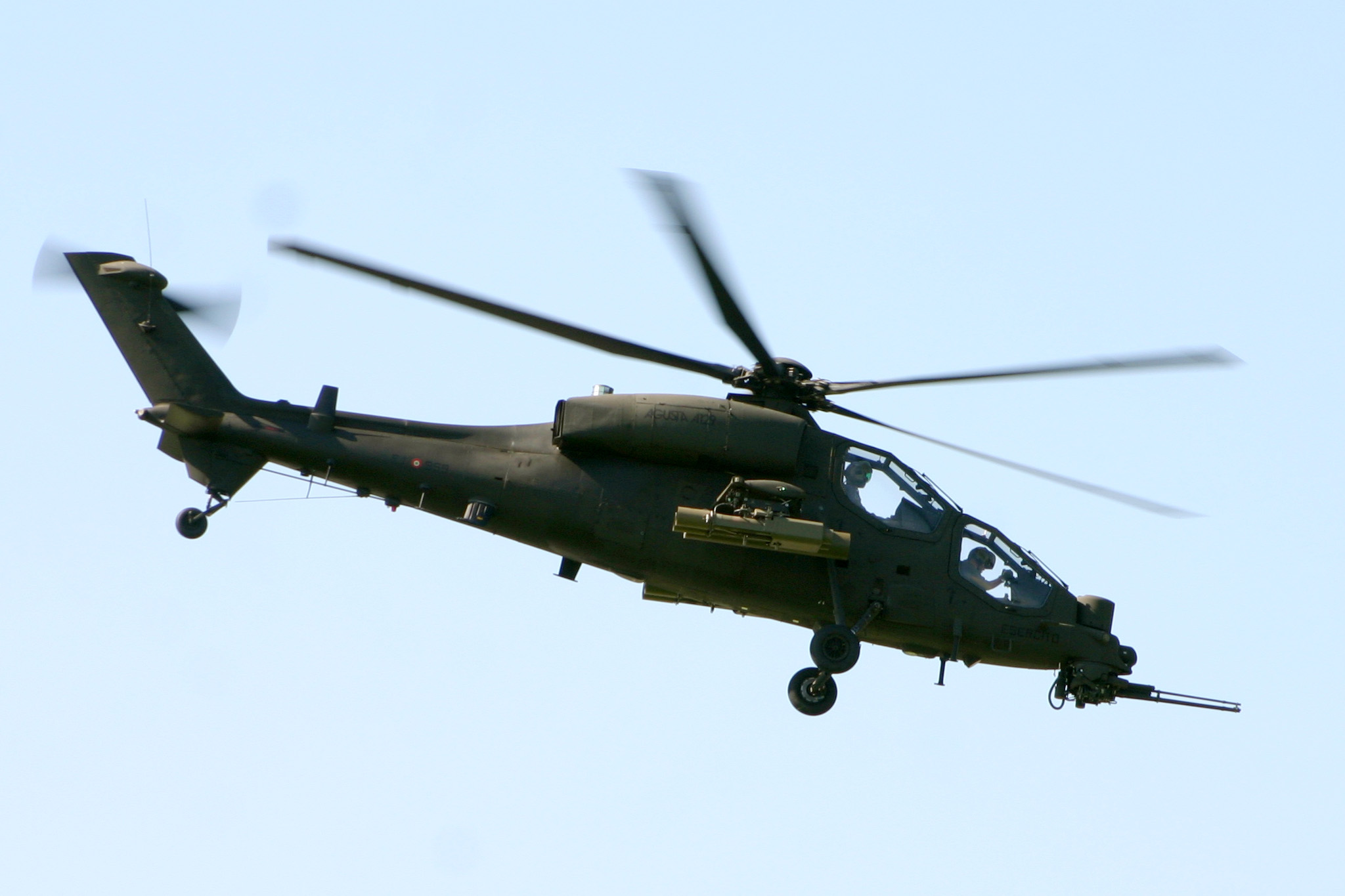
Бойовий ударний вертоліт «Мангуста», Італія

Сухопу́тні війська́ — найчисленніший самостійний вид збройних сил практично будь-якої держави світу, нарівні з військово-морськими і військово-повітряними силами, призначений для виконання стратегічних і оперативно-тактичних завдань на сухопутних театрах воєнних дій. У більшості країн сухопутні війська складають основу їхньої воєнної потужності.

## Короткі відомості
За бойовими можливостями сухопутні війська здатні самостійно або у взаємодії з іншими видами збройних сил відбити вторгнення сухопутних армій, великих повітряних і морських десантів противника, завдавати одночасних масованих вогневих ударів на всю глибину його оперативної побудови, проривати оборону ворога, здійснювати стратегічний наступ у високих темпах, на велику глибину і захоплювати зайняту територію. Головні властивості сухопутні війська як виду збройних сил — велика вогнева могутність і ударна сила, висока маневровість і повна бойова самостійність. У разі застосування у війні ядерної зброї сухопутні війська, через властиві їм бойові можливості і властивості, здатні використовувати результати ядерних ударів для повного розгрому угрупувань противника і опанування життєво важливими для нього районами.
У деяких країнах можуть називатися Армією.

## Організаційна структура
Організаційно складаються із з'єднань і частин різних родів військ і спеціальних військ, що виконують свої завдання у взаємодії один з одним і з іншими видами Збройних Сил. Сухопутним військам, які оснащені сучасною зброєю та бойовою технікою, що володіє нищівною вогневою потужністю, ударною силою і високою рухливістю, належить вирішальна роль в остаточному розгромі наземного противника.
Традиційно мали (мають) у своєму складі: піхотні, моторизовані, мотопіхотні, механізовані, кавалерійські, танкові, повітряно-десантні, аеромобільні, ракетні, артилерійські, ППО, розвідувальні, інженерні, РХБ захисту тощо підрозділи, частини й з'єднання.
Можуть також мати власні авіаційні підрозділи, звані авіацією сухопутних військ або армійською авіацією.

## Історія
Сухопутні війська — прадавній вид збройних сил. У рабовласницьких державах вони складалися з піхоти, і кінноти або лише з одного роду військ. У Стародавньому Єгипті, Ассирії, Стародавній Греції, Стародавній Індії і арміях інших держав виникли організаційні одиниці (десятки, сотні і ін.). Найбільший розвиток організація сухопутних військ отримала в Стародавньому Римі, де з IV ст. до н. е. постійною адміністративною і бойовою одиницею був легіон, що ділився на підрозділи (центурії, когорти).
У період раннього й розвиненого феодалізму в Західній Європі (IX—XIV ст.) головним родом сухопутні війська була лицарська кіннота, піхота грала допоміжну роль. На Русі піхота зберігала своє значення нарівні з кіннотою. З XIV ст. в Західній Європі відбувалося відродження піхоти як одного з основних родів військ і з'явилася артилерія. Зі створенням постійних найманих армій в Західній Європі (XV ст.) виникли організаційні одиниці — роти, потім полки (з 8—12 і більше рот), а в другій половині XVI — першій половині XVII століть — бригади й батальйони.

## Сухопутні війська світу
- США — Армія США;
- Україна — Сухопутні війська Збройних сил України;
- Японія — Сухопутні війська Японії;
- Велика Британія — Британська армія;
- Канада — Канадська армія;
- Польща — Сухопутні війська Польщі;
- Німеччина — Сухопутні війська Німеччини;
- Норвегія — Сухопутні війська Норвегії;
- КНР — Сухопутні війська Китайської Народної Республіки;
- Індія — Сухопутні війська Індії;
- Росія — Сухопутні війська Російської Федерації.

## Інтернет-ресурси
- Вікісховище має мультимедійні дані за темою: army